# Andrew Ilie
Andrew Ilie (Bucareste, 18 de abril de 1976) é um ex-tenista profissional australiano.
Ele ganhou por uma oportunidade o ATP de Delray Beach.